# Nitrianske Sučany
Nitrianske Sučany este o comună slovacă, aflată în districtul Prievidza din regiunea Trenčín. Localitatea se află la altitudinea de 297 m deasupra n.m., se întinde pe o suprafață de 18,07 km2 și în 2017 număra 1.204 locuitori.

## Istoric
Localitatea Nitrianske Sučany este atestată documentar din 1249.

## Demografie
| An:                | 1994 | 2004   | 2014   | 2024   |
| ------------------ | ---- | ------ | ------ | ------ |
| Număr de persoane: | 1190 | 1259   | 1215   | 1202   |
| Diferență:         |      | +5,79% | −3,49% | −1,06% |

| An:                | 2023 | 2024   |
| ------------------ | ---- | ------ |
| Număr de persoane: | 1200 | 1202   |
| Diferență:         |      | +0,16% |